# Grupo del Partido Europeo de los Liberales, Demócratas y Reformistas
El Grupo del Partido Europeo de los Liberales, Demócratas y Reformistas (abreviado como ELDR por su nombre en francés) fue un grupo político del Parlamento Europeo, que también usó otros nombres antes de 1994, y que fue compuesto por casi todos los diputados del Partido Europeo de los Liberales, Demócratas y Reformistas, ahora llamado Partido de la Alianza de los Liberales y Demócratas por Europa.
El grupo fue, desde la constitución de la tercera legislatura del Parlamento Europeo, el tercero de la cámara. Su mejor resultado fue en 1979, cuando los liberales lograron 40 de los 410 eurodiputados, un 9,76% del total, mientras que su peor dato fue en las elecciones posteriores, en 1984, cuando el grupo solo logró 31 de los 434 escaños del Parlamento Europeo, un 7,14% del total.
El 20 de julio de 2004, los partidos integrados habitualmente dentro del grupo, decidieron pactar con los integrantes del Partido Demócrata Europeo, creado pocos meses antes por François Bayrou y Francesco Rutelli, y formar un grupo sólido de liberales y demócratas llamado Grupo de la Alianza de los Liberales y Demócratas por Europa.

## Historia

### Nombres oficiales del grupo
El grupo ha tenido cuatro denominaciones oficiales, siendo el de Grupo de Liberales y afines el más usado.
| Periodo   | Nombre oficial                                                       |
| --------- | -------------------------------------------------------------------- |
| 1953-1976 | Grupo de Liberales y afines                                          |
| 1976-1985 | Grupo Liberal y Democrático                                          |
| 1985-1994 | Grupo Liberal, Democrático y Reformista                              |
| 1994-2004 | Grupo del Partido Europeo de los Liberales, Demócratas y Reformistas |

### Presidentes del grupo
Desde su fundación, el Grupo del Partido Europeo de los Liberales, Demócratas y Reformistas ha tenido siete presidentes de cinco países diferentes. El alemán Martin Bangemann y el francés Simone Veil, son los que más tiempo han ocupado el cargo.
| Periodo   | Nombre                   | Estado       | Partido político                                |
| --------- | ------------------------ | ------------ | ----------------------------------------------- |
| 1979-1984 | Martin Bangemann         | Alemania     | Partido Democrático Liberal                     |
| 1984-1989 | Simone Veil              | Francia      | Unión para la Democracia Francesa               |
| 1989-1991 | Valéry Giscard d’Estaing | Francia      | Unión para la Democracia Francesa               |
| 1992-1994 | Yves Galland             | Francia      | Unión para la Democracia Francesa               |
| 1994-1998 | Gijs De Vries            | Países Bajos | Partido Popular por la Libertad y la Democracia |
| 1998-2002 | Pat Cox                  | Irlanda      |                                                 |
| 2002-2004 | Graham Watson            | Reino Unido  | Liberal Demócratas                              |

### Presidentes del Parlamento
El grupo ha logrado presidir el Parlamento Europeo en cuatro ocasiones.
| Periodo   | Nombre              | Estado       | Partido político                                |
| --------- | ------------------- | ------------ | ----------------------------------------------- |
| 1962-1964 | Gaetano Martino     | Italia       | Partido Liberal Italiano                        |
| 1973-1975 | Cornelis Berkhouwer | Países Bajos | Partido Popular por la Libertad y la Democracia |
| 1979-1981 | Simone Veil         | Francia      | Unión para la Democracia Francesa               |
| 2002-2004 | Pat Cox             | Irlanda      |                                                 |